# Żywiec Sporysz
Żywiec Sporysz – stacja kolejowa w Żywcu, w województwie śląskim, w Polsce.

## Ruch pasażerski
| Rok  | Wymiana pasażerska na dobę |
| ---- | -------------------------- |
| 2017 | 0-9                        |
| 2022 | 0-9                        |

## Historia
Stacja kolejowa w Sporyszu została otwarta w 1884 roku wraz z uruchomieniem Galicyjskiej Kolei Transwersalnej. Wzniesiono wówczas piętrowy dworzec o architekturze austro-węgierskiej. Na trasie linii kolejowej miały miejsce działania wojenne.
Po zakończeniu II wojny światowej obiekt został rozebrany. Na terenie dawnego dworca w latach siedemdziesiątych XX wieku wzniesiono nowy budynek.
Od stacji kolejowej została wytyczona bocznica do fabryki śrub. Na trasie bocznicy została zlokalizowana przesuwnica przeznaczona do transportowania wagonów do zakładu.